# Сан Козмо Албанезе
Сан Ко̀змо Албанѐзе (на италиански: San Cosmo Albanese, на арбърешки: Strigari, Стригари, на местен диалект: San Cuòsimu, Сан Куозиму) е село и община в Южна Италия, провинция Козенца, регион Калабрия. Разположено е на 407 m надморска височина. Населението на общината е 641 души (към 2010 г.).
 В това село живее албанско общество, наречено арбъреши. Те са се заселили в този район между XV и XVIII век като бежанци от османското владичество. Село Сан Козмо Албанезе е част от етнографическия район Арберия.